# Makishi-maskerade

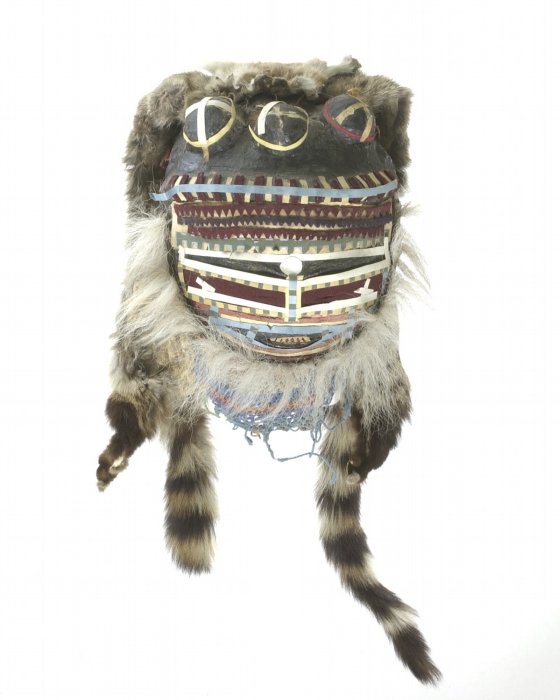
Dit Makishi-masker behoort tot de Cizaluke of Tsizaluke maskers die een krankzinnige of nar voorstellen, de drie knobbels op de schedel wijzen op het feit dat het masker een oude dorpschief voorstelt, Wereldmuseum Amsterdam

De Makishi-maskerade is een festival van de Luvale, Chokwe, Luchazi en Mbunda in Zambia, het wordt gehouden aan het einde van de kumukanda.
Akishi betekent 'gestorven familieleden', maar ook 'maskerdrager'.

## Ritueel
Eens in de vijf jaar worden jongens uit de leeftijdsgroep van acht tot twaalf meegenomen in het bos voor de kumakanda. Deze overgang naar volwassenheid duurt een tot drie maanden. De jongens worden besneden en hun moed wordt beproefd. De jongens leren bepaalde vaardigheden, zoals overleven in het bos en hoe een goede echtgenoot en vader te zijn. Als een vrouw in de buurt van de jongens komt, terwijl zij kumukanda ondergaan, moet zij worden gestraft of gedood. Als kumakanda is voltooid, worden de jongens tijdens het Makishi festival in het dorp als mannen verwelkomd.

## Maskers
De mannen uit het dorp nemen hun maskers mee naar het kerkhof en slapen er, zodat de geesten van de voorouders in hun lichaam kunnen treden. De volgende avond verschijnen ze in het dorp met hun maskers. De andere leden van de gemeenschap weten wie deelneemt, maar niemand weet wie onder een masker verborgen is.
De maskers vertegenwoordigen verschillende specifieke karakters, zoals Pwebo (een vrouwelijk personage, zij zorgt voor de muzikale begeleiding van de rituelen en dansen) en Chizaluke (een machtige rijke man met spirituele invloed).

## Erfgoed
Sinds 2005 is de Makishi-maskerade vermeld op de Lijst van Meesterwerken van het Orale en Immateriële Erfgoed van de Mensheid van UNESCO.